# Pont Katima Mulilo
Le pont Katima Mulilo (également nommé pont 508 dans le registre des ponts namibien) franchit le fleuve Zambèze entre Katima Mulilo en Namibie et Sesheke en Zambie à la frontière entre les deux pays. Achevé en 2004, il fait 900 m de long et comporte 19 travées. Ce pont routier fait partie de la route TransCaprivi, un axe reliant la Namibie au réseau routier zambien constituant l'une des sections du corridor de Walvis bay reliant les côtes orientales et occidentales de l'Afrique australe. Le pont est aussi fréquenté par les touristes.
Les piétons et les véhicules traversaient auparavant la rivière en ferry. Le projet de construction de ce pont, alors le seul permettant de franchir le Zambèze sur des centaines de kilomètres, a émergé en Namibie dès 1982. Cependant, le gouvernement sud-africain de tutelle était opposé au projet et considérait comme un acte de haute trahison le fait de construire un pont vers la Zambie indépendante, un État noir ne connaissant pas la ségrégation raciale. L'instigateur du projet, Klaus Dierks, est d'ailleurs démis de ses fonctions d'ingénieur en chef des ponts du territoire. Ce n’est qu’à l'indépendance de la Namibie en 1990 que le projet est relancé. Le pont est construit à partir de la Zambie car ce pays est à l'époque un des pays les moins avancés et peut ainsi bénéficier d'une subvention pour le construire, tandis que la Namibie n'a pas ce statut et aurait dû rembourser un prêt.
En 2002, le contrat de construction est attribué à Concor (Afrique du Sud) et Hochtief ( Allemagne). Le pont est achevé dans les délais prévus en 2004. Le pont est édifié selon la technique allemande de lancement progressif (Taktschiebe-Verfahren). Le tablier du pont a été construit sur place, puis poussé hydrauliquement segment par segment par-dessus la rivière.
Le pont a été officiellement ouvert par le président de la Namibie, Sam Nujoma, et le président de la Zambie, Levy Mwanawasa, le 13 mai 2004 à Katima Mulilo.